# Transferfunctie
In een lineair tijdinvariant systeem beschrijft de transferfunctie, ook overdrachtsfunctie of systeemfunctie genoemd, de relatie tussen de ingang en de uitgang van het systeem in het zogeheten laplacedomein. De transferfunctie is de laplacegetransformeerde van de impulsrespons van het systeem. In het laplacedomein verkrijgt men de laplacegetransformeerde van de respons, door de getransformeerde van de excitatie te vermenigvuldigen met de transferfunctie. 

## Discrete systemen
In een lineair tijdinvariant discreet systeem wordt de respons {\displaystyle y} verkregen als de convolutie van de excitatie {\displaystyle x} met de impulsrespons {\displaystyle h}: 
{\displaystyle y[n]=\sum _{m=-\infty }^{+\infty }h[m]\,x[n-m]}
De transferfunctie: {\displaystyle H:\mathbb {C} \to \mathbb {C} } is de z-getransformeerde van {\displaystyle h}:
{\displaystyle H(z)=\sum _{m=-\infty }^{+\infty }h[m]\,z^{-m}}
Voor de z-getransformeerden {\displaystyle X} van {\displaystyle x} en {\displaystyle Y} van {\displaystyle y} geldt:
{\displaystyle Y(z)=H(z)X(z)}
Immers:
{\displaystyle H(z)X(z)=\sum _{m=-\infty }^{+\infty }h[m]\,z^{-m}\sum _{n=-\infty }^{+\infty }x[n]\,z^{-n}=}
{\displaystyle =\sum _{n=-\infty }^{+\infty }\sum _{m=-\infty }^{+\infty }h[m]\,x[n]\,z^{-(n+m)}=}
{\displaystyle =\sum _{k=-\infty }^{+\infty }\sum _{m=-\infty }^{+\infty }h[m]\,x[k-m]\,z^{-k}=}
{\displaystyle =\sum _{k=-\infty }^{+\infty }y[k]\,z^{-k}=Y(z)}

## Continue systemen
In een lineair tijdinvariant continu systeem wordt de respons {\displaystyle y} verkregen als de convolutie van de excitatie {\displaystyle x} met de impulsrespons {\displaystyle h}: 
{\displaystyle y(t)=(h*x)(t)=\int _{-\infty }^{+\infty }h(s)x(t-s)\,\mathrm {d} s}
De transferfunctie: {\displaystyle H:\mathbb {C} \to \mathbb {C} } is de laplacegetransformeerde van {\displaystyle h}:
{\displaystyle H(s)=\int _{-\infty }^{+\infty }h(t)e^{-st}\mathrm {d} t}
Voor de laplacegetransformeerden {\displaystyle X} van {\displaystyle x} en {\displaystyle Y} van {\displaystyle y} geldt:
{\displaystyle Y(s)=H(s)X(s)}
Immers:
{\displaystyle H(s)X(s)=\int _{-\infty }^{+\infty }h(u)e^{-su}\mathrm {d} u\int _{-\infty }^{+\infty }x(v)e^{-sv}\mathrm {d} v=}
{\displaystyle =\int _{u=-\infty }^{+\infty }\int _{v=-\infty }^{+\infty }h(u)x(v)e^{-s(u+v)}\mathrm {d} u\mathrm {d} v=}
{\displaystyle =\int _{w=-\infty }^{+\infty }\int _{u=-\infty }^{+\infty }h(u)x(w-u)\mathrm {d} u\,e^{-sw}\mathrm {d} w=}
{\displaystyle =\int _{w=-\infty }^{+\infty }y(w)\,e^{-sw}\mathrm {d} w=Y(s)}